# Лаленкова Валентина Миколаївна
Валентина Миколаївна Лаленкова (Головенькіна; народилася 21 січня 1957 року, Свердловськ ) - радянська ковзанярка, бронзова призерка чемпіонату світу в класичному багатоборстві 1983 року, срібна призерка чемпіонату Європи 1984 року, чемпіонка СРСР зі спринтерського багатоборства (1979, 1985) неодноразова рекордсменка СРСР у малому багатоборстві та окремих дистанціях, майстер спорту СРСР міжнародного класу. 

## Спортивна біографія
Валентина Головенькіна стала займатися ковзанярством у 1969 році. Виступала за ДСТ «Спартак» (Свердловськ), ДСТ «Спартак» (ШВСМ - Київ). Дебютувала на чемпіонаті світу 1978 року (5 місце в багатоборстві, чемпіонка з бігу на 500 м). На чемпіонаті світу 1979 року зайняла 5-е місце в багатоборстві і перемогла в бігу на 500 м. У 1980 році на чемпіонаті світу з класичного багатоборства зайняла 8-е місце, а на чемпіонаті світу зі спринтерського багатоборства в Уест-Алліс (США) - 10-е місце. 
На зимових Олімпійських іграх 1980 року зайняла 11-е місце в бігу на 1000 м і 17-е місце в бігу на 3000 м. 
На чемпіонаті Європи 1983 року зайняла 16-е місце в багатоборстві (падіння на дистанції 1000 м). 
Стала бронзовою призеркою чемпіонату світу 1983 року в багатоборстві та бронзовою призеркою на 1500 метрів. 
На чемпіонаті світу 1984 року зайняла 8-е місце. На чемпіонаті світу зі спринтерського багатоборства 1984 року стала срібною призеркою, на других 500 метрах взяла золото, на інших дистанціях - срібні медалі. 
На зимових Олімпійських іграх 1984 року зайняла 4-е місце у бігу на 1000 м, 6-е місце у бігу на 1500 м і 8-е місце у бігу на 3000 м.         
У 1985 році на чемпіонаті світу зі спринтерського багатоборства зайняла 8-е місце. 
Абсолютна чемпіонка СРСР 1985 року в сумі спринтерського багатоборства. 
У 1985 році на чемпіонаті світу зі спринтерського багатоборства зайняла 8-е місце. 
Валентина Миколаївна тренувалася під керівництвом заслуженого тренера Росії В. Г. Титова. 
Чоловік - рекордсмен світу серед юніорів та багаторазовий призер міжнародних змагань спринтер Олексій Лаленков. Син - ковзаняр Євген Лаленков.   